# Игровец
Игрове́ц — гора в Украинских Карпатах, в горном массиве Горганы. Высота 1804,3 м. Третья по высоте вершина в Горганах. Её вершина, в отличие от других гор Горган, практически плоская. Классический маршрут пролегает из села Старая Гута, можно подняться из села Осмолода.
Вершина лежит на хребте по названию Игровище, который изогнутый полумесяцем с востока на северо-восток. Игровец расположен посередине этого полумесяца и является наивысшей точкой хребта. Западные и северо-восточные склоны горы очень крутые, труднопроходимые, покрыты каменными осыпищами. Севернее расположена соседняя вершина Висока (1803 м) на восток — нечетко выраженная вершина под названием Рог (1475 м). Чуть дальше, на юго-востоке, лежит хребет Сивуля с вершинами Сивуля Большая (1836 м) и 
Сивуля Малая (1818 м).